# Igre bez granica
Igre bez granica (izvorno, francuski: Jeux Sans Frontières) televizijski je spektakl u organizaciji Europske radiodifuzne unije (EBU) koji se održavao od 1965. do 1999. sa stankom od 1983. do 1987.
Bit spektakla svodio se na natjecanje predstavnika nekoliko članica EBU-a u ispunjavanju bizarnih i šaljivih zadataka u različitim igrama; zadatci su svedeni na razinu jednostavnosti i izazovnosti, koji ima dječja igra.
Ideju je dao bivši francuski vojskovođa i predsjednik Charles de Gaulle, ne bi li se razvilo prijateljstvo između pripadnika njemačke i francuske omladine. No granice su vrlo brzo prijeđene i natjecanje je dobilo širi karakter.
Sudionici su bili gradovi i sela, koja su predstavljale svoju državu.
Pobjednici cijele serije natjecanja, koja bi išla ljeti, odlučivali bi pobjednika u završnom susretu.

## Sudionici i pobjednici
| Država           | Godine sudjelovanja                                        | Sudjelovanja                       | Pobjede |
| Belgija          | 1965. – 1982., 1988. – 1989.                               | 20                                 | 2       |
| Francuska        | 1965. – 1968., 1970. – 1982., 1988. – 1992., 1997. – 1999. | 25                                 | 3       |
| Italija          | 1965. – 1982., 1988. – 1999.                               | 30                                 | 4       |
| Njemačka         | 1965. – 1980.                                              | 16                                 | 6       |
| Švicarska        | 1967. – 1982., 1992. – 1999.                               | 24                                 | 2       |
| Velika Britanija | 1967. – 1982.                                              | 16                                 | 4       |
| Nizozemska       | 1970. – 1977., 1997. – 1998.                               | 10                                 | 0       |
| Lihtenštajn      | 1976.                                                      | 1 (jedan nastup umjesto Švicarske) | 0       |
| SFR Jugoslavija  | 1978. – 1982., 1990.                                       | 6                                  | 0       |
| Portugal         | 1979. – 1982., 1988. – 1998.                               | 15                                 | 5       |
| Španjolska       | 1988., 1990. – 1992.                                       | 4                                  | 1       |
| San Marino       | 1989. – 1991.                                              | 3                                  | 0       |
| Wales            | 1991. – 1994. (s oznakom Velike Britanije)                 | 4                                  | 0       |
| Čehoslovačka     | 1992.                                                      | 1                                  | 1       |
| Tunis            | 1992.                                                      | 1                                  | 0       |
| Češka            | 1993. – 1995.                                              | 3                                  | 2       |
| Grčka            | 1993. – 1999.                                              | 7                                  | 0       |
| Mađarska         | 1993. – 1999.                                              | 7                                  | 3       |
| Malta            | 1994. – 1995.                                              | 2                                  | 0       |
| Slovenija        | 1994., 1996. – 1997., 1999.                                | 4                                  | 0       |

## Vanjske poveznice
- Službene stranice  Arhivirana inačica izvorne stranice od 5. rujna 2006. (Wayback Machine)